# Double Plaidinum
Double Plaidinum ist das vierte Album von Lagwagon. Es erschien am 19. August 1997.

## Cover
Das Cover ist mit zwei verschiedenen Schottenkaro-Musterungen überzogen. Der Albumtitel ist ein Wortspiel, welches vom Cover unterstützt wird. Der Albumtitel klingt ähnlich wie „Double Platinum“ (dt. „Doppel-Platin“) und nimmt damit Auszeichnungen wie Goldene oder Platinschallplatte je nach Verkaufszahl aufs Korn. Lagwagon möchten damit ausdrücken, dass es bei Musik nicht darum geht, besonders viele Auszeichnungen anzuhäufen, da die Bands dadurch zu Produkten verkommen. Entsprechend wird im Booklet die fiktive Double-Plaidinum-Auszeichnung als nearly satisfactory sales (dt.: „beinahe zufriedenstellende Verkaufszahlen“) persifliert.

## Album
Wie der Vorgänger Hoss wieder von Ryan Greene produziert, diesmal im Motor Studio in San Francisco, klingt das Album anders als die Vorherigen. Durch den neuen Gitarristen sind härtere Riffs in den Liedern zu hören. Das Album ist mehr vom Punkrock als vom Skatepunk beeinflusst. Die Lieder klingen melodischer, der Rhythmus ist zwar immer noch schnell, aber nicht hektisch und ohne andauernde Rhythmuswechsel.
Nachdem Derrick Plourde die Band verlassen hatte, wurde er durch Dave Raun, der bis heute Schlagzeuger ist, ersetzt. Gitarrist Shawn Dewey wurde durch Ken Stringfellow ersetzt. Nach Double Plaidinum verließ er die Band allerdings wieder.

## Titelliste
1. Alien 8 – 1:49
2. Making Friends – 2:15
3. Unfurnished – 3:16
4. One Thing To Live – 2:19
5. Today – 2:05
6. Confession – 2:53
7. Bad Scene – 1:17
8. Smile – 2:05
9. Twenty-Seven – 2:30
10. Choke – 2:46
11. Failure – 2:46
12. To All My Friends – 2:29

## Rezeption
Jeremy Ulrey von Allmusic nennt Double Plaidinum einen „Indie-Favoriten aus gutem Grund“ („indie favorite with good reason“), weil Lagwagon nicht dem Massengeschmack entsprechen wollen („mass appeal may not be their objective“) und zu einem Major-Label wechseln. Ulrey vergibt für die „zwölf weiteren soliden Stücke“ („another dozen solid tracks“) drei von fünf Sternen.